# Как друзья Захара женили
«Как друзья́ Заха́ра жени́ли» — российский комедийный сериал о дружбе и взаимопонимании. Производством сериала занимается компания Good Story Media. Пилотное название сериала — «Захар открывает глаза».
В июне 2022 года сериал стал обладателем приза «Оригинальный актёр» (победу одержал актёрский ансамбль: Сергей Бондарчук, Владимир Канухин, Борис Дергачёв, Даниил Вахрушев и Никита Павленко) на первом российском фестивале контента стриминговых платформ Originals+.
Премьера сериала состоялась 1 января 2024 года в онлайн-кинотеатрах Кинопоиск и Okko. С 1 по 3 января 2024 года серии размещались каждый день, а с 9 января 2024 года их начали выкладывать еженедельно по вторникам. Заключительные три серии появились 6 февраля 2024 года.

## Сюжет
Простой кубанский хлопец Захар владеет баром, где и проводит большую часть своей жизни. Перед мальчишником его бросает любимая девушка Алёна. Вместе с друзьями Игорем, Юрой и Максом, испытывающими сложности в отношениях со своими вторыми половинами, парень пытается вернуть свою возлюбленную. На помощь Захару и компании приходит новый знакомый — альфонс Женя, который в качестве психолога вызывается помочь решить их проблемы на личном фронте.

## Актёры и роли

### В главных ролях
| Актёр              | Роль                                                                                          |
| ------------------ | --------------------------------------------------------------------------------------------- |
| Сергей Бондарчук   | Захар                                                                                         |
| Юлия Франц         | Алёна Герасименко невеста Захара, любительница романа Гузель Яхиной «Зулейха открывает глаза» |
| Владимир Канухин   | Женя альфонс с образованием психолога                                                         |
| Борис Дергачёв     | Игорь друг Захара, муж Жанны, папа Славика                                                    |
| Анна Котова        | Жанна жена Игоря, мама Славика, сотрудник полиции                                             |
| Даниил Вахрушев    | Юра друг Захара, ловелас                                                                      |
| Александра Ребенок | Татьяна Николаевна начальник и любовница Юры                                                  |
| Никита Павленко    | Макс друг Захара, муж Светы                                                                   |
| Софья Зайка        | Света жена Макса, любительница турецких сериалов                                              |

### В ролях
| Актёр               | Роль                                                                               |
| ------------------- | ---------------------------------------------------------------------------------- |
| Илья Синцов         | Славик сын Игоря и Жанны                                                           |
| Анастасия Светлова  | Эльвира влюблена в Женю, бизнесвумен, спонсор женского регби-клуба «Краснодарочка» |
| Александр Теханович | Игнатов коллега Юры и Татьяны Николаевны                                           |
| Адриана Кузьмина    | Аня стриптизёрша                                                                   |
| Кристина Ра         | Лена коллега Захара, бармен                                                        |
| Юлия Сулес          | Вера мама Захара                                                                   |
| Ольга Хохлова       | Надежда мама Алёны                                                                 |
| Андрей Федорцов     | Григорий папа Захара                                                               |
| Надежда Карпова     | Ксюша сестра Захара                                                                |
| Элеонора Мировская  | Зоя Никодимовна бабушка Захара                                                     |
| Иван Бычков         | Вова сын Татьяны                                                                   |
| Спартак Сумченко    | Михаил                                                                             |
| Анастасия Евграфова | Яна                                                                                |
| Антон Филипенко     | Дима врач, музыкант и певец                                                        |

## Список серий
| № серии | Премьера       | Описание серии |
| ------- | -------------- | --- |
| 1       | 1 января 2024  | Влюбленные Алёна и Захар готовятся к свадьбе, но её мучают сомнения. Жених устраивает мальчишник для друзей — Игоря, Юры и Макса.  |
| 2       | 1 января 2024  | Друзья ищут пропавшего Захара, которого бросила Алёна. Захар просыпается в гостинице в одном номере с альфонсом Женей.             |
| 3       | 2 января 2024  | Женя берётся помочь Захару вернуть Алёну. Юра, Игорь и Макс готовят сюрприз для Захара и попадают в полицию.                       |
| 4       | 2 января 2024  | Юра признаётся в любви начальнице Татьяне, чтобы избежать увольнения. Алёна оказывается в больнице из-за оплошности Захара.        |
| 5       | 3 января 2024  | Игорь переживает, что в семье доминирует его жена Жанна. Захар и Алёна решают устроить фиктивную свадьбу для родственников.        |
| 6       | 3 января 2024  | Макс использует Женю, чтобы освежить чувства со своей возлюбленной Светой. На свадьбе Захар и Алёна делают публичное признание.    |
| 7       | 9 января 2024  | Захар и Алёна намерены остаться друзьями, но у них это плохо получается. Юра помогает Захару найти съёмную квартиру для Алёны.     |
| 8       | 9 января 2024  | Захар решает заняться саморазвитием ради Алёны и прочесть её любимую книгу. Юра пытается избежать знакомства с сыном Татьяны.      |
| 9       | 16 января 2024 | После бурной вечеринки Захар просыпается в одной постели с незнакомкой. Игорь, Юра и Макс делают Жене пикантный сюрприз.           |
| 10      | 16 января 2024 | Друзья устраивают конкурс в соцсетях, чтобы помочь Алёне с деньгами. В Интернет попадает интимное видео Игоря с женой Жанной.      |
| 11      | 23 января 2024 | Дружеские посиделки Алёны и Макса под алкоголь оборачиваются неожиданными последствиями. Юра пытается очаровать новую коллегу Элю. |
| 12      | 23 января 2024 | Юра готовится к свиданию с Элей, но получает травму. Игорь начинает посещать фитнес-клуб и становится жертвой афериста.            |
| 13      | 30 января 2024 | Игорь идёт на задание вместо Жанны, которая служит в полиции. Алёна проникает в квартиру Захара, где её ждёт неожиданная встреча.  |
| 14      | 30 января 2024 | Захар пытается убедить Алёну привиться от ковида, а Макс Свету — завести ребёнка. Юра ищет повод отложить свадьбу с Татьяной.      |
| 15      | 6 февраля 2024 | Захар и Алёна отправляются на море в медовый месяц, чтобы наверстать упущенное. Их друзья решают к ним присоединиться.             |
| 16      | 6 февраля 2024 | Макс и Света попадают на нудистский пляж, а Юра пытается манипулировать Татьяной. Захар предлагает Алёне расстаться.               |
| 17      | 6 февраля 2024 | Женя ищет деньги, чтобы переехать в Москву, а Юра решает уволиться. Алёна признаётся Захару, что у неё было свидание с другим.     |

## История создания
Съёмки пилотной серии проходили в ноябре 2019 года в Краснодаре. 
Начали снимать сериал в декабре 2020 года. Съёмки велись в Краснодаре, Геленджике, Анапе и Москве. В кадре в том числе появится винодельня «Шато Андре», расположенная в хуторе Школьном.
В изначальной версии сценария герой Владимира Канухина Женя был геем, а его содержателя Пал Палыча играл Максим Лагашкин. Впоследствии типаж героя Канухина изменили на молодого и манерного альфонса, все эпизоды с Лагашкиным вырезали из проекта, а в сюжет ввели персонажа Анастасии Светловой Эльвиру, которая и стала содержательницей юного психолога.
Для продюсера и актёра Сергея Бондарчука Захар стал первой комедийной ролью в фильмографии.
Премьерный показ двух первых серий прошёл в Москве 21 июня 2022 года в рамках первого российского фестиваля контента стриминговых платформ Originals+. Сообщалось, что премьера проекта состоится на платформах Кинопоиск и Wink, но вышел проект на Кинопоиске и Okko.
В конце декабря 2023 года Леонид Агутин выпустил для саундтрека сериала свою новую песню «Дорога», написанную ещё в 2021 году.

## Награды и номинации
- 2022 — Первый российский фестиваль контента стриминговых платформ Originals+ — приз «Оригинальный актёр» был вручён мужскому актёрскому ансамблю, в который вошли Сергей Бондарчук, Владимир Канухин, Борис Дергачёв, Даниил Вахрушев, Никита Павленко и Максим Лагашкин[13].